# Brezova ploskocevka
Brezova ploskocevka (znanstveno ime Trametes betulina) je gliva iz rodu ploskocevk (Trametes). Prej je bila znana pod imenom brezova lenzovka (Lenzites betulinus) a je molekularna raziskava pokazala, da je bolj v sorodu z grbasto ploskocevko, kot z drugimi vrstami iz rodu Lenzites.

## Značilnosti
Klobuk je širok od 2 do 10 cm in debel od 0,5 do 2,0 cm. Je pahljačaste oziroma poličaste oblike. Površina je žametasta in sestavljena iz različno obarvanih koncentričnih pasov: kremna, bledo rumena, umazano rumeno-rjava ali sivkasto-rjava, v starosti včasih zelena zaradi alg.
Čeprav je v sorodu s ploskocevkami ima trosovnico sestavljeno iz lističev, ki se širijo radialno od mesta pritrditve.
Meso je tanko, upogljivo, žilavo, plutasto in bele barve, ki se na zraku ne spremeni. Vonj in okus sta blaga.

## Razširjenost in življenjski prostor
Raste čez celo leto na hlodih lesa, razpršeno ali v skupinah v obliki prekrivajočih se polic. Čeprav ime nakazuje na to, da ima rada breze, jo lahko najdemo tudi na drugih listavcih.

## Mikroskopske značilnosti
Trosni odtis je bele barve. Trosi so cilindrični do podolgovato fižolasti, gladki, neamiloidni in merijo 4–6 x 1,5–2 μm.

## Podobne vrste
- grbasta ploskocevka (Trametes gibbosa) ima podolgovate pore, a nima lističev
- pisana ploskocevka (Trametes versicolor) ima luknjičasto trosovnico

## Uporabnost
Neužitna.

## Galerija slik
- klobuki
- lističi